# Orret
Orret är en kommun i departementet Côte-d'Or i regionen Bourgogne-Franche-Comté i östra Frankrike. Kommunen ligger i kantonen Baigneux-les-Juifs som tillhör arrondissementet Montbard. År 2022 hade Orret 12 invånare.

## Befolkningsutveckling
Antalet invånare i kommunen Orret
Referens:INSEE